# Ủy ban Khoa học về Vấn đề Môi trường
Ủy ban Khoa học về Vấn đề Môi trường, viết tắt theo tiếng Anh là SCOPE (Scientific Committee on Problems of the Environment) là một tổ chức phi chính phủ quốc tế dạng liên ngành hoạt động trong lĩnh vực nghiên cứu môi trường. SCOPE được thành lập năm 1969 tại cuộc họp lần thứ 10 của Ban chấp hành Hội đồng Khoa học Quốc tế ICSU, nay là ISC . Năm 2018 SCOPE được xếp là thành viên liên kết của ISC (Affiliated Members), trong danh sách thành viên ISC 2020 . Thành viên SCOPE hiện có 38 học viện quốc gia về khoa học và hội đồng nghiên cứu, và 22 liên đoàn khoa học quốc tế.

## Mục tiêu
Các chuyên gia SCOPE tương tác trong một mạng lưới kiến thức toàn cầu có tính đa ngành, liên ngành hoặc độc lập, với mục tiêu:
- Xác định và cung cấp phân tích khoa học mới nổi thách thức môi trường, và cơ hội gây ra bởi hoặc ảnh hưởng đến con người và môi trường;
- Xem xét những hiểu biết khoa học hiện tại về các vấn đề môi trường, và xác định các ưu tiên cho nghiên cứu trong tương lai;
- Hướng đến nhu cầu chính sách và phát triển, và các lựa chọn thông báo và khuyến nghị cho các chiến lược chính sách và quản lý môi trường.

## Tổ chức
Đại hội đồng SCOPE bầu ra ban điều hành với nhiệm kỳ 3 năm. Chủ tịch SCOPE nhiệm kỳ 2014-2017 là Jon Samseth từ Na Uy. Tiền nhiệm 2011-2014 là Lü Yonglong từ Trung Quốc.

## Ngày Môi trường Thế giới
Ngày Môi trường Thế giới (World Environment Day) là ngày 5 tháng 6, là ngày lễ quốc tế được Đại Hội đồng Liên Hợp Quốc chọn từ năm 1972 trong Nghị quyết A/RES/2994 (XXVII), và giao cho Chương trình Môi trường (UNEP) của Liên Hợp Quốc có trụ sở tại Nairobi, Kenya tổ chức kỷ niệm sự kiện này.